# (11124) Mikulášek
(11124) Mikulášek est un astéroïde de la ceinture principale.

## Description
(11124) Mikulasek est un astéroïde de la ceinture principale. Il fut découvert le 14 octobre 1996 à l'Observatoire Kleť par Miloš Tichý et Zdeněk Moravec
. Il présente une orbite caractérisée par un demi-grand axe de 2,28 UA, une excentricité de 0,20 et une inclinaison de 4,3° par rapport à l'écliptique.

## Compléments